# Елліс Ровен

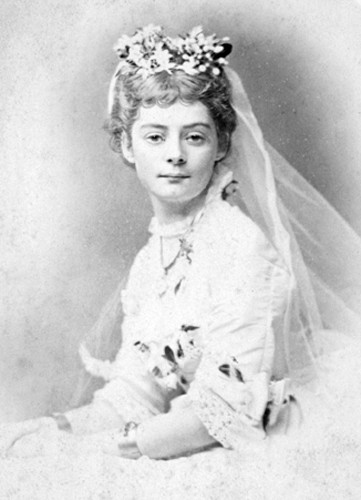
Елліс Ровен у день свого весілля

Елліс Ровен (англ. Ellis Rowan; 30 липня 1848 — 4 жовтня 1922) — відома австралійська художниця, ботанічна ілюстраторка. Вона також створила серію ілюстрацій про птахів, метеликів та комах.

## Біографія
Елліс Ровен народилася поблизу Лонгвуда, колонія Новий Південний Уельс. Її родина мала міцні зв'язки: сестра Ада Мері вийшла заміж за адмірала лорда Чарльза Скотта, сина герцога Бакклю; брат, сер Чарльз Райан, був відомим мельбурнським хірургом і деякий час турецьким консулом у Лондоні.
Вона навчалася у приватній школі міс Мерфі в Мельбурні, у 1873 році вийшла заміж за капітана Чарльза Ровена, який воював у війнах у Новій Зеландії. Її чоловік цікавився ботанікою і заохочував Елліс малювати польові квіти. Хоча вона і не мала формальної освіти, Ровен малювала аквареллю, а її роботи сучасні спостерігачі описували як ботанічно інформативні та художні. У 1877 році Ровен повернулася до Мельбурна та протягом багатьох років подорожувала Австралією, малюючи флору країни, іноді в компанії своєї соратниці по живопису, Маргарет Форрест. Ровен виставляла свої роботи в Палаці витончених мистецтв на Всесвітній виставці 1893 року в Чикаго. У 1898 році вона опублікувала книгу A Flower-Hunter in Queensland and New Zealand (Мисливець за квітами в Квінсленді та Новій Зеландії), значною мірою засновано на листах до чоловіка та друзів.
Приблизно в цей час вона вирушила до Північної Америки та надала ілюстрації, багато кольорових, до «Путівника по дикоростучих квітах» (A Guide to the Wild Flowers) Еліс Лаунсберрі, опублікованого в Нью-Йорку у 1899 році, а також до «Путівника по деревах» (Guide to the Trees,1900) та «Південні дикоростучі квіти та дерева» (Southern Wild Flowers and Trees, 1901), також виданих Лаунсберрі. Саме під час подорожі з Лаунсберрі в Америці Ровен отримала звістку про те, що її син Ерік загинув у Другій англо-бурській війні. 
У 1905 році вона успішно провела виставку в Лондоні. Ровен повернулася до Австралії та провела виставки своїх робіт, які привернули увагу публіки та досягли значних продажів. У 1916 році вона здійснила поїздку до Нової Гвінеї, першу з кількох, під час яких вона створила величезну кількість ілюстрацій. Під час цих подорожей вона захворіла на малярію. У 1920 році вона провела найбільшу персональну виставку в Австралії на той час, коли виставила 1000 своїх робіт у Сіднеї. Вона померла у Македоні, її чоловік та єдина дитина померли раніше за неї.
Про кар'єру Елліс Ровен було опубліковано кілька розповідей, зокрема:
- Australia's Brilliant Daughter Ellis Rowan: Artist, Naturalist, Explorer 1848–1922 (1984) by Margaret Hazzard. ISBN 0-909104-73-5
- Flower Paintings of Ellis Rowan from the Collection of the National Library of Australia (1982) by M. Hazzard and H. Hewson. ISBN 0-642-89730-1
- Ellis Rowan: A Flower-Hunter in Queensland (1990) by J. McKay. ISBN 0-7242-3847-6
- The Flower Hunter: Ellis Rowan[10] (2002) by Patricia Fullerton. ISBN 0-642-10760-2
- Wild Flower Hunter—the story of Ellis Rowan (1961) by her niece, H. J. (Helen Jo) Samuel.

У Австралійському клубі у Мельбурні, одному з найстаріших і найшанованіших закладів міста, є кімната, стіни якої повністю вкриті фресками, написаними нею на замовлення Клубу.
Незважаючи на те, що вона здобула кілька золотих медалей, зневага до здібностей та артистизму Ровен через її стать призвела до упередженого ставлення до її мистецтва, яке тривало десятиліттями.  Її твори зберігалися в Національній бібліотеці Австралії, а не в Національній галереї.

## Колекція Ровен уНаціональній бібліотеці Австралії
У 1923 році, через рік після її смерті, спадкоємці Ровен запропонували австралійському уряду колекцію з 952 картин. Пропозицію обговорювали в Палаті представників. Зрештою, парламент погодився на ціну в 5000 фунтів стерлінгів за картини, що становить половину запитуваної ціни, і вони стали власністю Австралії. Колекція зберігалася у сховищах Федерального казначейства в Мельбурні до 1933 року, коли колекцію було передано на зберігання до Національної бібліотеки Австралії. Також у бібліотеці знаходиться меморіальний портрет Елліс Ровуен.

## Колекція у Квінслендському музеї
Колекція Квінслендського музею із 125 ботанічних ілюстрацій Елліс Ровен доступна для публіки вже майже півстоліття. У 1912 році, після успішної виставки Ровен у старій Першій ратуші Брісбена, її колекцію було перевезено до Квінслендського музею.

## «Royal Worcester»
Ровен доручили створити серію картин, які будуть використані як дизайн для чайних сервізів Royal Worcester. Колекція цієї порцеляни зберігається у власності Національного фонду Австралії. Колекція оригінальних малюнків зберігається у музеї Royal Worcester.

## Вшанування пам'яті

### Портрет
У 1929 році австралійський художник, сер Джон Лонгстафф, створив портрет Елліс Ровен. Робота була оплачена за рахунок публічних коштів, це був перший національний портрет австралійської жінки.

### Вулиця імені Ровен
На її честь названо вулицю в передмісті Канберри.

### Будинок імені Елліс Ровен
Перший будинок Австралійського національного ботанічного саду було названо на честь Елліс Ровен.

Вибрані праці
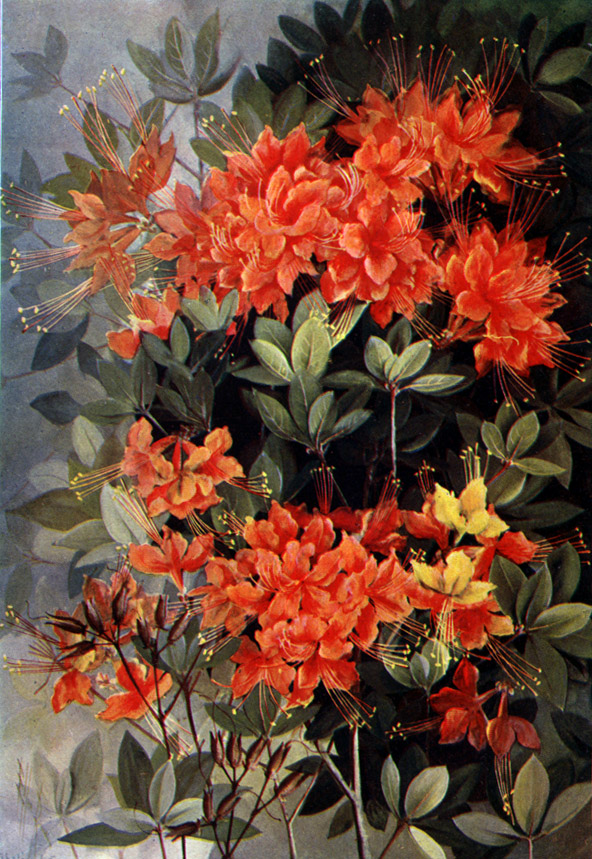
Rhododendron calendulaceum, Елліс Ровен, з книги Southern Wildflowers and Trees Еліс Лаунсберрі
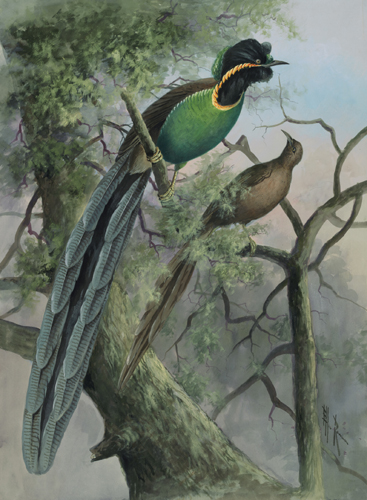
Райська птаха Ротшильда, Папуа Нова Гвінея, 1917.
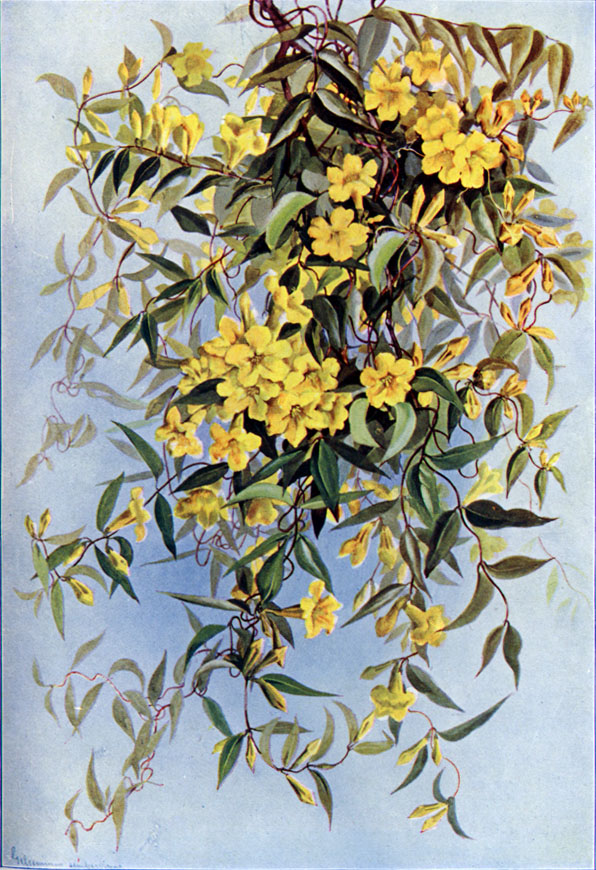
Gelsemium sempervirens